# Homewood (Illinois)
Homewood é uma aldeia localizada no estado americano de Illinois, no Condado de Cook.

## Demografia
Segundo o censo americano de 2000, a sua população era de 19.543 habitantes.
Em 2006, foi estimada uma população de 18.734, um decréscimo de 809 (-4.1%).

## Geografia
De acordo com o United States Census Bureau tem uma área de 13,6 km², dos quais 13,5 km² cobertos por terra e 0,1 km² cobertos por água.

## Localidades na vizinhança
O diagrama seguinte representa as localidades num raio de 8 km ao redor de Homewood.